# Reiko Okano
Reiko Okano (岡野 玲子 Okano Reiko?, 24 de junio, 1960) es una mangaka japonesa.
En 1986 ganó el premio Shōgakukan en la categoría shōjo por su trabajo llamado Fancy Dance.
Está casada con el director de cine Makoto Tezuka.

## Trabajos
- Calling (コーリング)
- Fancy Dance (ファンシィダンス?)
- Onmyoji (陰陽師?)
- Youmi Henjou Yawa (妖魅変成夜話?)